# دونالد ماكلارين
دونالد ماكلارين هو طيار مقاتل كندي، ولد في 28 مايو 1893 في أوتاوا في كندا، وتوفي في 4 يوليو 1988 في برنابي في كندا.